# Mesomyia contraria
Mesomyia contraria är en tvåvingeart som först beskrevs av Austen 1937.  Mesomyia contraria ingår i släktet Mesomyia och familjen bromsar. Inga underarter finns listade i Catalogue of Life.